# قصر ذهبان
قصر ذهبان، ويدعى أيضاً بقصر مشرف، ويعتبر من القصور الأثرية في محافظة خميس مشيط.

## بناء القصر
بنى القصر الشيخ عبد العزيز بن حسين بن مشيط سنة 1277 هـ، حيث جعل القصر الأساسي يتكون من خمسة طوابق من الطين، والمعروف باسم مشرف؛ لإشرافه على ما حوله، وبعد أن أستكمل عبد العزيز بناء القصر أنتقل من نعمان إلى ذهبان.

## وصف القصر
- بني القصر من الطين، وزُين بدءاً من منتصف الطابق ما قبل الأخير بتشاريف(بروازات) منفصل بعضها عن الآخر من الخارج، وترتكز على ألواحٍ خشبية، وتحيط بالقصر على هيئة حزام في أعلى القصر عدداً من الشرفات التي ترتفع عن مستوى المدماك بحوالي 40سم، ويطلق عليها صُوب، وتكون هذه الصوب في العادة في أركان المنزل، وفي بعض الأحيان في وسط المدماك من أجل إعطاء شكل جمالي متناسق مع أركان المنزل
- كثرة النوافذ الصغيرة في الطوابق السفلية، بينما تقل في الطوابق العلوية، وفي الغالب تكثر الفتحات في الطابق الخاص بخزن الحبوب، وقد حرص عبد العزيز على هذه الغرف لسد حاجته وأسرته وخدمه وزواره.
- تعددت مسؤوليات القصر؛ فالمباني الفرعية أُعدت للاستقبال، والأمور الأخرى فهي لا تتجاوز دورين إلى ثلاثة.
- خضع القصر للترميم من وقت لآخر؛ فنجد فيلبي يصفه اثناء زيارته بقوله:"وكان فاخراً أكثر من منزل عبد الوهاب .. وقد أمضيتُ قيلولة جميلة بعد الغداء في أفياء الأشجار الكثيفة في البستان قدموا لي طبقاً من التين الشوكي"
- كانت نوافذ القصر محاطة بإطار من الجص الأبيض، أما النوافذ التي تنتظم في الجدار الخارجي المحيط بالمباني محاطة بإطار متصل على الواجهة الرئيسية، وقد أثرت العوامل المناخية على الزخارف؛ فطمستها.[2]

## ملحقات القصر
- الطوابق الأرضية للخدم
- بقية الطابق للضيوف
- اصبطلات للخيول
- أماكن خاصة لأيواء البقر، وللأغنام، وللجمال
- فناء القصر توجد فيه مدافن الحبوب
- يلحق بالقصر بئر ومسجد وجامع.[3]

## انظر ايضاً
- خميس مشيط
- سعيد بن عبد العزيز بن مشيط
- عائلة آل مشيط

## وصلات خارجية
- قصر ذهبان.